# Leucania pendens
Leucania pendens là một loài bướm đêm trong họ Noctuidae.